# أولينا بتشيلكا
أولها بيترفنا كوساش (29 يونيو 1849 - 4 أكتوبر 1930)، المعروفة باسمها المستعار أولينا بتشيلكا (بالأوكرانية: Олена Пчілка)، كانت ناشرة وكاتبة وإثنوغرافية ومترجمة وناشطة مدنية أوكرانية. كانت أخت ميهايلو دراهومانوف ووالدة ليسيا أوكرينكا، أولغا كوساش-كريفينيوك، ميهايلو كوساش، أوكسانا كوساش-شيمانوفسكا، ميكولا كوساش، إيزيدورا كوساش-بوريسوفا ويوريج كوساش.

## حياتها المبكرة
ولدت بتشيلكا في هادياتش، لعائلة مالك الأرض المحلي بترو ياكيموفيتش دراهومانوف. تلقت تعليمها الأساسي في المنزل وأكملت تعليمها في مدرسة نوبل مايدنز الداخلية النموذجية (كييف) في عام 1866. تزوجت من بيترو أنتونوفيتش كوساش في وقت ما في 1868 وسرعان ما انتقلت إلى نوفوهراد فولينسكي، حيث عملت وولدت بنتها ليسيا أوكراينكا هناك. قد تكون بتشيلكا أشهر شاعرات أوكرانيا. وقد توفيت في كييف، عن عمر يناهز 81 عامًا.
سجلت بتشيلكا الأغاني المحلية والعادات والطقوس الشعبية، وجمعت أعمال التطريز الشعبي في فولينيا، ونشرت أبحاثها لاحقًا.
نشرت العديد من الأعمال، وكانت نشطة في الحركة النسوية، لا سيما بالتعاون مع ناتاليا كوبرينسكا التي نشرت معها روزنامة «بيرشي فينوك» في ليمبرغ.

## وصلات خارجية
- أولينا بتشيلكا في موسوعة الدراسات الأوكرانية